# Eugénie de Montijo

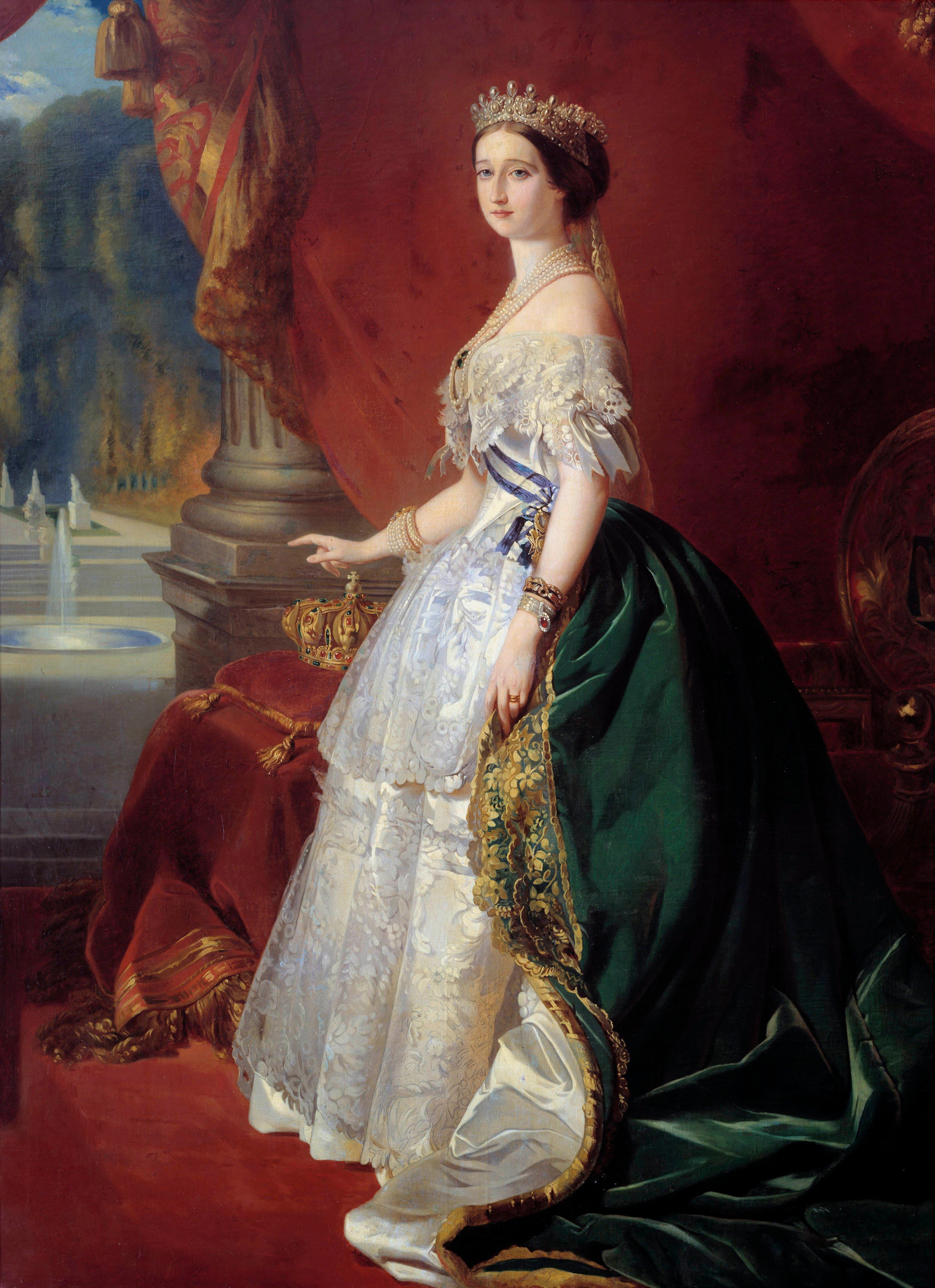
Eugénie, Kaiserin der Franzosen, Porträt von Pierre Désiré Guillemet nach Franz Xaver Winterhalter

Eugénie de Montijo, eigentlich María Eugenia Ignacia Agustina de Palafox Portocarrero de Guzmán y Kirkpatrick (* 5. Mai 1826 in Granada; † 11. Juli 1920 in Madrid), war als Ehefrau Napoleons III. von 1853 bis 1870 Kaiserin der Franzosen und die letzte Monarchin Frankreichs.

## Leben

### Frühe Jahre

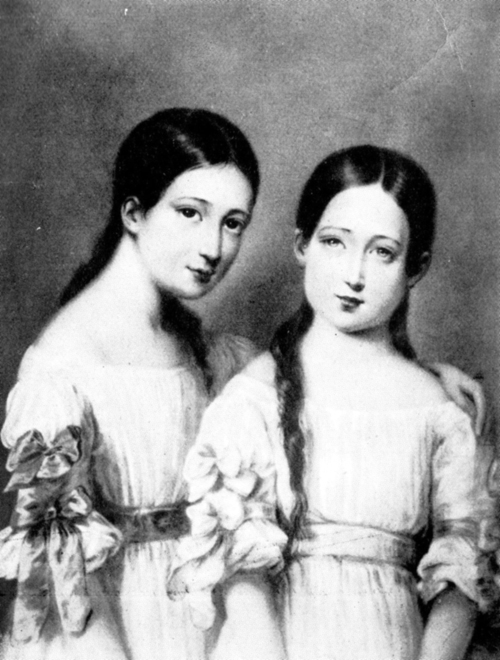
Eugénie mit ihrer Schwester María Francisca

Eugénie de Montijo wurde in Granada als zweite Tochter von Cipriano de Palafox y Portocarrero, dem 13. Herzog von Peñaranda del Duero, und seiner schottisch-spanischen Ehefrau Maria Manuela Kirkpatrick geboren. Der Vater kämpfte auf französischer Seite für Joseph Bonaparte in den Napoleonischen Kriegen auf der Iberischen Halbinsel und war 1837/38 Senator für die Provinz Badajoz. Nach seinem Tod erbte Eugénie zwei seiner Titel und war fortan die 19. Gräfin von Teba und 16. Markgräfin von Ardales.
Der Dichter Prosper Mérimée unterrichtete Eugénie gemeinsam mit ihrer ein Jahr älteren Schwester Francisca „Paca“ (1825–1860) in der französischen Sprache. Eine streng katholische Erziehung erhielt die Condesa de Teba, wie Eugénie vor ihrer Hochzeit genannt wurde, im Konvent der Sacré-Coeur-Schwestern in Paris, dem heutigen Musée Rodin.

### Frankreichs Landesmutter

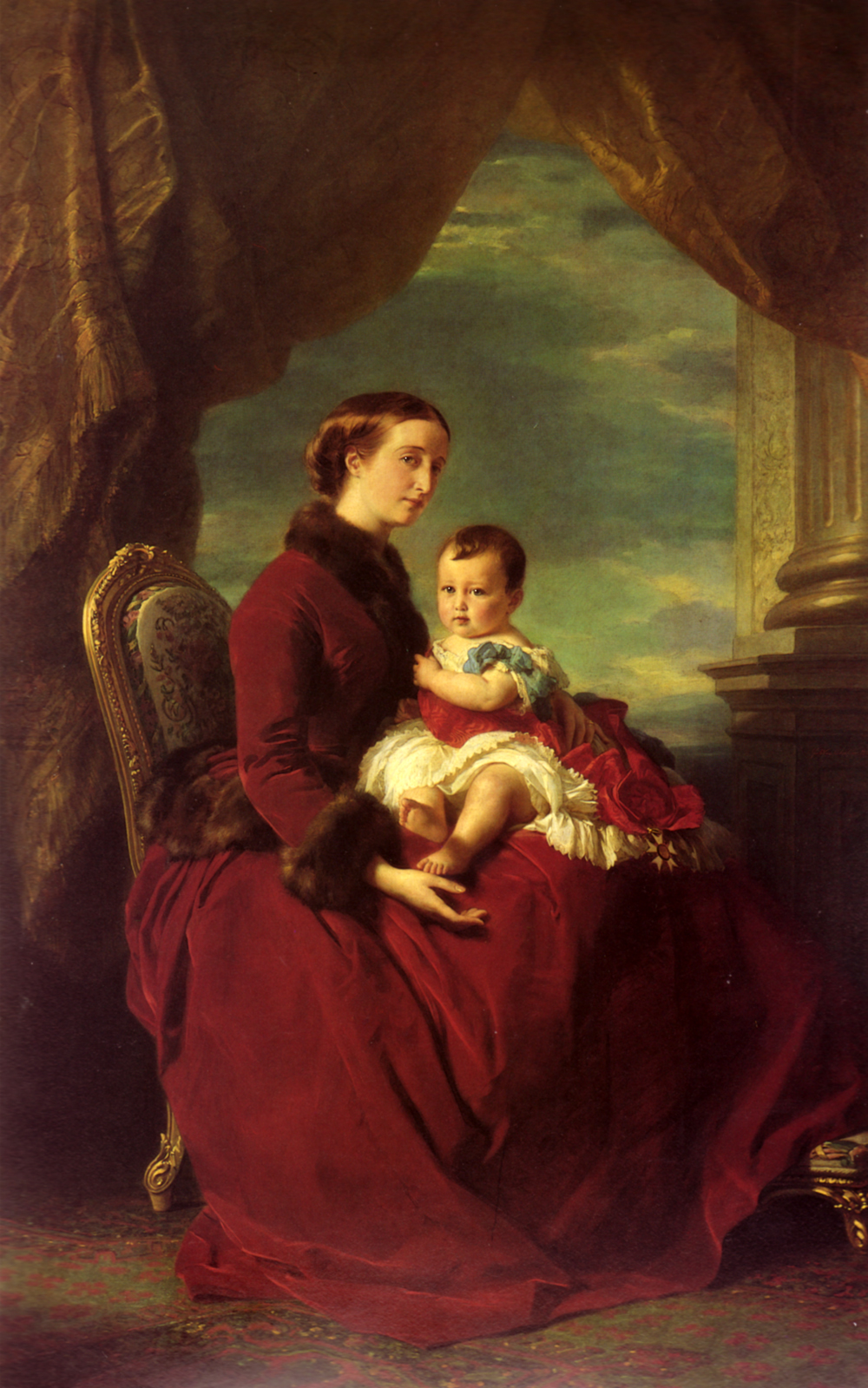
Franz Xaver Winterhalter: Eugénie de Montijo mit ihrem Sohn Napoléon Eugène Louis

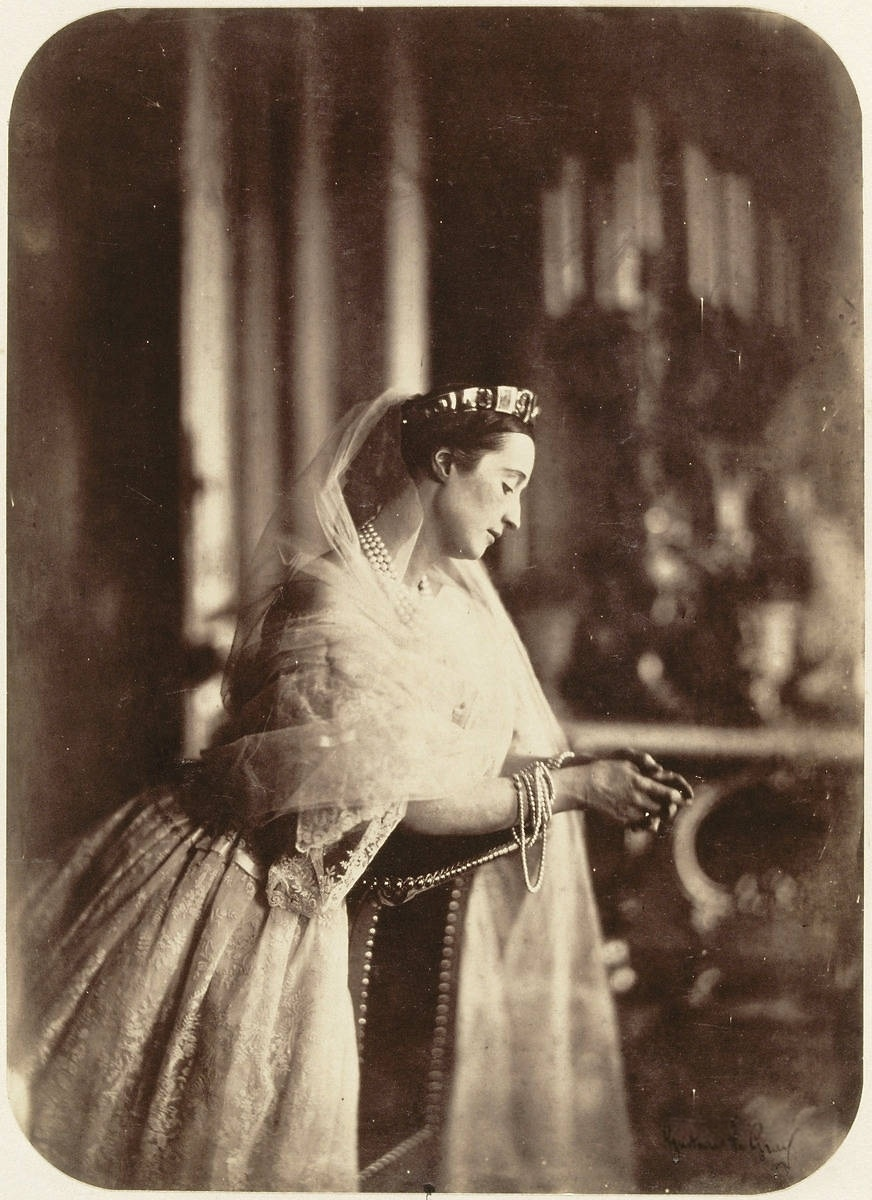
Eugénie de Montijo, Kaiserin der Franzosen, 1856

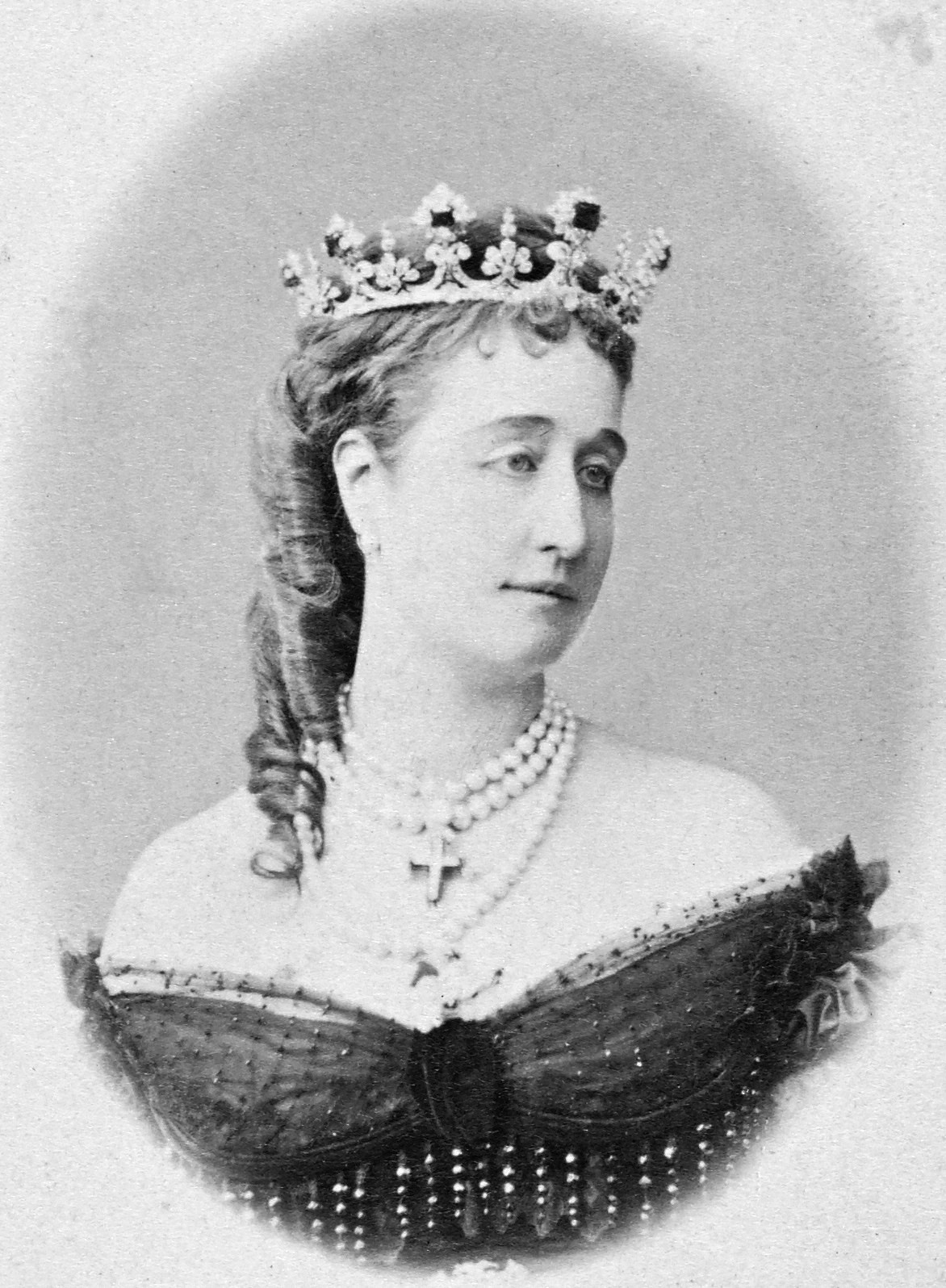
Eugénie, Kaiserin der Franzosen, 1862 (Daguerreotypie)

Ihren späteren Mann, dessen Eheanbahnungsversuche mit Adelheid zu Hohenlohe-Langenburg, der Tochter einer Halbschwester von Königin Victoria, gerade gescheitert waren, lernte sie anlässlich eines Balls im Élysée-Palast kennen. Anlässlich der Verlobungsrede am 22. Januar 1853 nahm ihr zukünftiger Mann dazu folgendermaßen Stellung:

„Ich ziehe eine Frau, die ich liebe und achte, einer anderen vor, mit der eine Verbindung gleichzeitig Vorteile, aber auch Opfer bedeutet hätte.“

Die britische Presse reagierte darauf amüsiert. Sie betrachtete diese Liebesehe als zu bürgerlich für ein Herrscherhaus. Die britische Zeitung The Times schrieb:

„Wir erfahren mit einem gewissen Amusement, dass dieses romantische Geschehen in den Annalen Frankreichs größte Opposition hervorgerufen hat und zu maßloser Irritation führte. Die kaiserliche Familie, der Ministerrat und sogar die niederen Hofangestellten betrachten diese Ehe als unglaubliche Demütigung […].“

Die standesamtliche Vermählung fand am 23. Januar 1853 im Tuilerienpalast statt; die kirchliche Vermählung am 30. Januar in der Kathedrale Notre-Dame de Paris.
Am 16. März 1856 gebar die Kaiserin einen Sohn Napoléon Eugène Louis Bonaparte († 1879). Sowohl dieses Ereignis als auch ihre Schönheit und Eleganz sowie ihr Charme trugen wesentlich zum wachsenden Ansehen des kaiserlichen Paares bei. Maßgeblichen Einfluss hatte sie auf die Mode – die Tatsache, dass sie Modelle von Charles Frederick Worth kaufte, unterstützte dessen Erfolg als Modeschöpfer. Napoleon III. beriet sich häufig mit der intelligenten und gebildeten Eugénie. Sie agierte als Regentin von Frankreich während seiner Abwesenheit in den Jahren 1859, 1865 und 1870 und verfolgte dabei eine ausgeprägt konservative Politik.
Eugénie engagierte sich vor allem seit den 1860er Jahren immer mehr im politischen Geschäft. Ihr Standpunkt war entschieden konservativ, klerikal und autoritär. So befürwortete sie eine Allianz mit Österreich – mit dem österreichischen Botschafterpaar Fürst und Fürstin Metternich war sie eng befreundet – und trat energisch für die Erhaltung des Kirchenstaates unter französischer Protektion ein. Die Liberalisierung der kaiserlichen Regierung seit 1861 missfiel ihr, und sie suchte ihren Mann, der achtzehn Jahre älter als sie war, in neoabsolutistischer Richtung zu beeinflussen. Sie befürwortete die Französische Invasion in Mexiko 1862, durch die Ferdinand Maximilian Joseph von Österreich auf Betreiben Kaiser Napoleons III. 1864 als Kaiser von Mexiko inthronisiert wurde. Am 17. November 1869 weihte sie im Beisein vieler Fürsten und geladener Europäer den Suezkanal ein.
1870 zählte sie zu den erklärten Befürwortern eines Waffengangs gegen Preußen und bemühte sich bis zuletzt um eine profranzösische Intervention Österreichs im Deutsch-Französischen Krieg. Nach der Niederlage folgte sie ihrem Mann ins Exil. Beim französischen Volk war sie wenig beliebt – man nannte sie l’Espagnole („die Spanierin“) –, konnte sich aber gesellschaftlich als Tonangeberin in Mode- und Stilfragen profilieren.

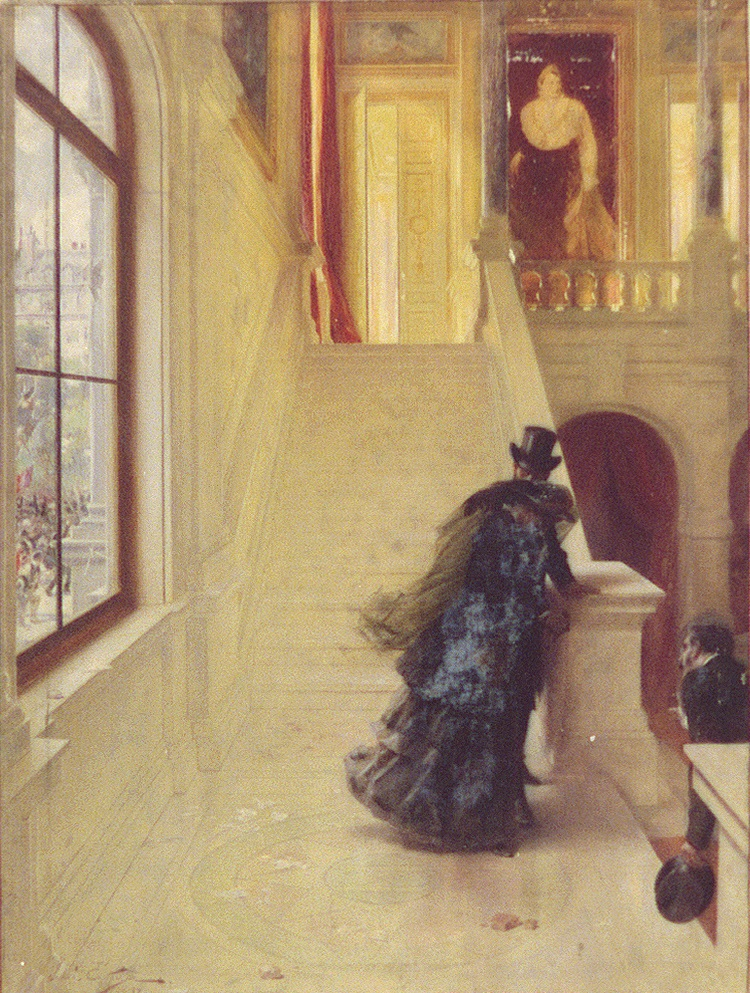
Kaiserin Eugénie flieht aus dem Tuilerienpalast

### Exil
Nachdem Napoléon III. in der Schlacht bei Sedan im Deutsch-Französischen Krieg in Gefangenschaft geraten war, floh Eugénie unter abenteuerlichen Umständen mit Hilfe des Zahnarztes Thomas W. Evans am 5. September 1870 aus Paris. Zuerst reiste sie mit der Kutsche nach Deauville, dann in einem Boot nach England. Am 30. Oktober besuchte sie Napoléon III. auf Schloss Wilhelmshöhe, Kassel, wo dieser als Kriegsgefangener unter Arrest gestellt war.
Ab März 1871 lebte sie mit ihrem Mann gemeinsam im englischen Exil. Napoleon III. starb 1873 und Eugénie lebte nun abwechselnd in Farnborough, Hampshire, und in der Villa „Cyrnos“ (griechischer Name von Korsika) am Cap Martin bei Monaco. Gern hielt sie sich auch im ägyptischen Luxus-Hotel „Winter Palace“ in Luxor auf. Von der französischen Politik hielt sie sich vollkommen fern. Wenn sie in Paris weilte, stieg sie immer im Hôtel Continental (3 rue de Castiglione) ab.

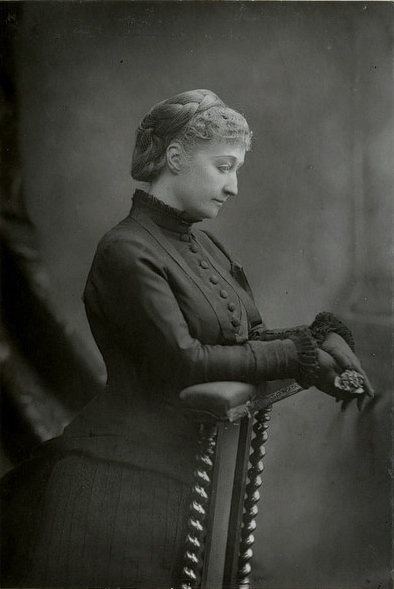
Kaiserin Eugénie um 1880

Die Zeit bis zu ihrem Tode lebte sie zurückgezogen; sie verkehrte jedoch am Hofe der Königin Victoria, wo man sie mit dem Zeremoniell behandelte, das man einer Kaiserin gegenüber angemessen fand. Die englische Komponistin Ethel Smyth war Zeugin einer Begegnung zwischen der britischen Königin und der französischen Ex-Kaiserin 1893: 

„Auf der Türschwelle bedeutete die Königin […] der Kaiserin, sie möge vor ihr hindurchgehen; dies lehnte die Kaiserin anmutig ab. Dann verbeugten sich beide tief voreinander. Die Bewegung der Königin war, obwohl sie schon so stark behindert war, erstaunlich graziös; doch die Kaiserin, damals siebenundsechzig, beugte sich in einer […] tiefen und anmutigen Geste zu Boden und erhob sich im gleichen Moment wieder […] Und dann traten sie gemeinsam durch die Tür, praktisch Schulter an Schulter.“

Öffentliche Auftritte der exilierten Kaiserin waren selten. Eine der wenigen Ausnahmen war ihre Teilnahme an der Uraufführung der Mass in D, einem Werk der oben zitierten Smyth, das diese als Gast der Kaiserin überwiegend in deren Ferienhaus komponiert hatte.

### Tod

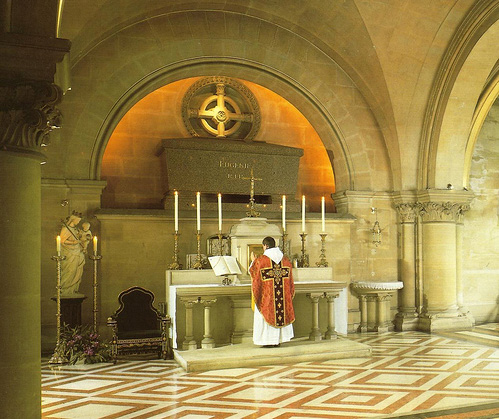
Der Sarg Eugénie de Montijos in der Gruft der Saint Michael’s Abbey

Die Kaiserin starb im Juli 1920 im Alter von 94 Jahren während eines Besuchs bei ihrem Großneffen, dem Herzog von Alba, in dessen Liria-Palast in Madrid. Begraben wurde sie in der kaiserlichen Gruft in der Saint Michael’s Abbey in Farnborough. In dieser Gruft waren auch ihr Mann und ihr 1879 im Zulukrieg in Südafrika gefallener Sohn bestattet worden. An ihrem Requiem nahm der britische König Georg V. teil.
Ihre Landgüter in Spanien vermachte sie der Nachkommin ihrer Schwester, der Herzogin von Alba und Berwick. Ihr englisches Haus Farnborough Hill mit Möbeln und Sammlungen bekam Prinz Napoléon-Victor Bonaparte, der Erbe ihres Sohnes. Die Villa Cyrnos unweit Monaco, wo sie ihre letzten Jahre verbracht hatte, bekam Prinz Victors Schwester Prinzessin Letizia, die Witwe des ehemaligen Königs von Spanien Amadeus I. Schloss Arenenberg, in welchem ihr Mann aufgewachsen war und welches sie für seinen Geburtstag zurück erworben hatte, schenkte sie 1906 dem Kanton Thurgau. 100.000 Franken wurden für den Wiederaufbau der Kathedrale in Reims bestimmt. Freunde und Diener erhielten reichliche Leibrenten. Viele kostbare Gegenstände und Erinnerungsstücke aus dem Besitz ihres Mannes und ihres Sohnes wurden an das Museum in Malmaison geschenkt. Ein großer Teil ihrer bedeutenden Juwelen kam viele Jahre später an die Schmucksammlerin Aimee de Heeren, eine Brasilianerin, die ihre Sommermonate ebenfalls in Biarritz verbrachte.

### Nachwirkung
1856 beschrieb John Gould mit Eugenia imperatrix eine für die Wissenschaft neue Kolibriart, die heute als Rotstern-Brillantkolibri (Heliodoxa imperatrix) geführt wird. Sowohl imperatrix lateinischen imperatrix, imperatricis für Kaiserin, Geliebte, als auch der Gattungsname Eugenia wurden ihr von Gould gewidmet.
Im Tafelservice berühmter Frauen von Vanessa Bell und Duncan Grant von 1934 ist ihr ein Teller gewidmet.
Der Asteroid (45) Eugenia wurde ihr zu Ehren so benannt, und der Mond Petit Prince des Asteroiden erinnert an ihren Sohn.